# 大野伴睦
大野伴睦（日语：大野 伴睦/おおの ばんぼく，1890年9月20日—1964年5月29日），日本的政治家，日本众议院议长，曾担任吉田茂时期的北海道开发厅长官。